# Ray Byrom
Raymond Byrom (sinh ngày 2 tháng 1 năm 1935) ở Blackburn, là một cầu thủ bóng đá người Anh đã giải nghệ thi đấu ở vị trí outside left ở Football League.